# Stranglers in the Night
Stranglers in the Night – jedenasty studyjny album zespołu The Stranglers, wydany w 1992 roku, nakładem wytwórni Psycho. Producentem płyty był Mike Kemp. Album zajął 33. miejsce na brytyjskiej liście sprzedaży UK Albums Chart.

## Utwory
1. „Time to Die” – 3:50
2. „Sugar Bullets” – 5:26
3. „Heaven or Hell” – 4:31
4. „Laughing at the Rain” – 3:42
5. „This Town” – 5:18
6. „Brainbox” – 2:47
7. „Southern Mountains” – 3:45
8. „Gain Entry to Your Soul” – 4:28
9. „Grand Canyon” – 4:11
10. „Wet Afternoon” – 4:01
11. „Never See” – 3:59
12. „Leave It to the Dogs” – 5:32

## Single z albumu
- „Heaven or Hell” UK # 46[5]
- „Sugar Bullets”

## Muzycy
- Jean-Jacques Burnel – gitara basowa, śpiew
- Paul Roberts – śpiew, perkusja
- John Ellis – gitara, śpiew
- Dave Greenfield – instrumenty klawiszowe, śpiew
- Jet Black – perkusja